# Pelecopsis leonina
Pelecopsis leonina är en spindelart som först beskrevs av Simon 1884.  Pelecopsis leonina ingår i släktet Pelecopsis och familjen täckvävarspindlar.
Artens utbredningsområde är Algeriet. Inga underarter finns listade i Catalogue of Life.